# Binnenpolder van Den Dungen
De Binnenpolder van Den Dungen was een waterschap in de Nederlandse provincie Noord-Brabant. Het werkgebied van het waterschap omvatte de polder van Den Dungen, die in 1610 bedijkt is. De polder was zeer gevoelig voor dijkdoorbraken. In 1765 werd het waterschap opgericht. Het bestuur bestond uit vier dijkmeesters en een president. In 1809 vond in dit waterschap de laatste dijkdoorbraak plaats.
In 1960 werd het waterschap Binnen Polder van Den Dungen samengevoegd met de waterschappen van De Oude Sint-Michielsgestelse Polder, De Nieuwe Sint-Michielsgestelse Polder en De Mudakker en Plijnse Polder tot het waterschap De Beneden Dommel.